# 5 giorni fuori
5 giorni fuori (It's Kind of a Funny Story) è un film del 2010 diretto da Ryan Fleck e Anna Boden, adattamento cinematografico dell'omonimo romanzo del 2006 dello scrittore statunitense Ned Vizzini, pubblicato in Italia con il titolo Mi ammazzo, per il resto tutto OK.
Gli interpreti principali sono Keir Gilchrist, nel ruolo del protagonista Craig, Zach Galifianakis, nel ruolo di Bobby, ed Emma Roberts, nella parte di Noelle.

## Trama
Craig è un adolescente sul punto di diplomarsi in una prestigiosa scuola per uomini d'affari. Tuttavia la pressione messagli addosso dal padre, che preme per farlo iscrivere in un'altrettanto rinomata università, dagli amici e da sé stesso lo spinge a voler trovare una via di uscita: dapprima pensa al suicidio, ma poi decide di recarsi all'ospedale. Qui verrà ricoverato per 5 giorni nel reparto psichiatrico per adulti dove conoscendo le storie di altri, in particolare Bobby e Noelle, inizierà a capirsi e ad affrontare i propri problemi.

## Produzione
Nel maggio del 2006, Paramount Pictures e MTV Films hanno acquistato i diritti cinematografici del romanzo di Ned Vizzini. Anna Boden e Ryan Fleck sono stati scelti per scrivere la sceneggiatura. Successivamente il film è stato venduto a Focus Features.
La produzione del film è iniziata nella città di New York il 30 novembre 2009. La lavorazione è durata circa sei settimane, fino al 2 febbraio 2010. Le scene ambientate nella fittizia Executive Pre-Professional High School sono state girate nella Poly Prep Country Day School a Brooklyn, mentre quelle dell'Argenon Hospital, in cui si svolgono le vicende del film, sono state realizzate nel Victory Memorial Hospital.
Il montaggio del film è stato terminato il 13 maggio 2010.

## Colonna sonora
Il gruppo indie rock canadese Broken Social Scene ha lavorato per la colonna sonora del film.

## Distribuzione

### Sale cinematografiche
Per il film era inizialmente prevista una distribuzione limitata negli Stati Uniti il 24 settembre 2010. Focus Features ha successivamente optato per un'ampia distribuzione in circa 500 sale statunitensi, scegliendo come data di uscita l'8 ottobre 2010. Il film è stato presentato in anteprima al Toronto International Film Festival del 2010.
In concomitanza con l'uscita del film, Hyperion Books ha pubblicato una nuova edizione del romanzo di Vizzini, avente la copertina illustrata con fotogrammi del film.

### Home video
Il film è stato pubblicato in formato DVD e Blu-ray dall'8 febbraio 2011, in lingua originale. In Italia, il film è stato distribuito direttamente per il mercato home video dal 3 agosto 2011, con il titolo 5 giorni fuori, dalla Universal Home Entertainment, dal 3 agosto 2011 per il noleggio e dal 24 agosto per la vendita.

## Accoglienza

### Incassi
Il film ha incassato circa 65 milioni di dollari in tutto il mondo.

### Critica
Il film ha ricevuto recensioni miste. Il sito web Rotten Tomatoes gli ha assegnato un punteggio del 58%, in base a 126 recensioni raccolte, indicando il giudizio consensuale: «È piacevole, e fa un lavoro sorprendentemente buono nell'evitare i luoghi comuni della commedia da reparto psichiatrico, ma dato il suo cast talentuoso e i suoi registi, It's Kind of a Funny Story dovrebbe essere più che solo moderamente piacevole». Il sito web Metacritic ha dato al film 63 punti su 100, in base a 33 «recensioni generalmente favorevoli».